# Hughes (Arkansas)
Hughes è una città degli Stati Uniti d'America situata nello Stato dell'Arkansas, nella Contea di St. Francis.